# Kristina Kanders
Kristina Kanders (* 1962 in Köln) ist eine deutsche Künstlerin und ehemalige Musikerin.

## Leben
Kanders ist eine Tochter der Sängerin Agnes Giebel. In der Schulzeit konzentrierte sie sich auf die Malerei, bevor sie sich nach dem Abitur dem Schlagzeug zuwandte. 1987 ging Kanders nach New York, um zu studieren (1992 Bachelor of Fine Arts Degree an der Parsons School of Design, 1997 Master of Arts Degree am Queens College). Sie studierte u. a. bei Ron Carter, Jimmy Heath, Kenwood Dennard, Jojo Mayer, Bernard Purdie, Kenny Werner und Jim Hall. Von 1994 bis 2005 unterrichtete Kanders an der New School University.
Von New York aus trat Kanders zwischen 1987 und 2005 bei Konzerten, Festivals und Rundfunksendungen in den USA und Europa auf, unter anderem mit Cyro Baptistas Beat the Donkey (Big Bang Percussion Festival) (u. a. Carre/Amsterdam, Phillipszaal/Maastricht, Vredenburg/Den Haag, Vooruit/Gent, Jazz Festival Willisau, Schweiz; Guimaraes Jazz Festival, Culturgest, Lissabon, Portugal; hinzu kamen New Yorker Auftritte mit Baptista im Guggenheim Museum, NY Stock Exchange, Bowery Ball Room, Tonic, Brooklyn Museum; Central Park/Summerstage; SOB’s und Knitting Factory. Besondere Gäste waren John Zorn, Marc Ribot, David Brosa und Cibo Mato.). Mit ihrer eigenen Band Sambanditos spielte sie u. a. im Madison Square Garden, der Carnegie Hall, dem Lincoln Center, dem Museum of Modern Art, Princeton University, Museo del Barrio, und mehrere United Nations Events sowie auf dem Pori Jazz Festival. Weiter spielte sie mit der Kit McClure Big Band, Joe McGinty, Huevos Rancheiros, Boo Trundle, Maria Excommunikata.
Seit 2005 lebt Kanders wieder in Köln. 2006 bis 2009 spielte sie regelmäßig Schlagzeug für Frank Köllges Adam Noidlt Missiles Orchester. 2008 erschien ihr Solo-Debütalbum For All People. 2010 veröffentlichte sie ihre zweite CD Say Something. Es folgten weitere Musik- und Kunstvideos und Kunstausstellungen. Ihre Videos Say Something und Human Rights wurden durch das CologneOff VIII Videoart Festival  international gezeigt (u. a. USA, Indien, Russland, Island, Ungarn, Mexiko, Argentinien, Marocco, Spanien). Seit 2012 hat sie ihren Schaffensschwerpunkt komplett in die bildende Kunst verlagert. Ab 2014 konzentriert sich Kanders auf die Serie Disappearing Housewives, zu der 2019 ein Katalog erschien.

## Ausstellungen (Auszug)
(K = Katalog)
- 2019: Salon des Independants, Grand Palais, Paris
- 2019: Frauenmuseum Bonn, Frauenpolitischer Aufbruch II – Von der Gleichberechtigung zur Selbstbestimmung, Jahresausstellung, K
- 2018: Salon D'Automne Paris, K
- 2018:  Die Große NRW 2018, Kunstpalast Düsseldorf, K[8]
- 2017: NordArt, Carlshütte Büdelsdorf, K
- 2016: Frauenmuseum Bonn, Work and Women, Jahresausstellung, K
- 2015: Frauenmuseum Bonn, 25. Kunstmesse, K

## Preise
- 2018: Kunstpreis der Stadt Wesseling in der Kategorie Malerei[9]

## Film, TV- und Konzert-Auftritte und Beiträge
- 1988: Pori Jazz Festival mit Sambanditos
- 1992–2002: Konzerte mit Sambanditos/NYC im Madison Square Garden, MOMA, United Nations, Lincoln Center u. v. a.
- 1995: Modern Drummer Festival mit Kenwood Dennard
- 1996: Auftritt in zwei US-TV-Werbespots unter der Leitung der Produzenten von STOMP, New York
- 1998–2002: Festivals mit Cyro Baptista's Beat the Donkey, unter anderem beim Big Bang Percussion Festival in Belgien und Holland, Guimaraes Jazz Festival, Guggenheim Museum, NY Stock Exchange u.v.m.
- 2000: Willisau Jazz Festival mit Cyro Baptista's Beat the Donkey
- 2001: La Plaza TV Dokumentation über Beat the Donkey für WBGH Public Television, Boston
- 2009: Filmmusik zu Global Vulva von Künstlerin Myriam Thyes, Köln/Düsseldorf[10]
- 2009: The Dome 51, Lanxess Arena Köln, Schlagzeug für Emiliana Torrini
- 2010: Drums für URBANATIX – The Show, Jahrhunderthalle Bochum
- 2010: Percussion/Drum Tracks für Autor und Komponist Frank Schätzing, Köln

## Diskographische Hinweise
- Kristina Kanders, Say Something (Bernd Gast Music), 2010, Köln
- Kristina Kanders, For All People (Bernd Gast Music), 2008, Köln
- Brian Woodbury: Variety Orchestra (Some Phil Records, RER Megacorp, 2004), New York
- Cyro Baptista: Beat the Donkey (Tzadik, 2002), New York[11]
- David Watson: Skirl (Avant Records, 1999) mit Beat the Donkey, New York
- Filmmusik mit den Custard Kings für den Film The Golden Ram von Alain Cloarec, 1996, New York
- Boo Trundle: Possible Bodies (Big Deal Records, 1996), New York
- Joe McGinty: Baby Steps (Continuum Records, 1996), New York
- David McClary: Huevos Rancheros (Three Ring Records, 1996), New York